# Jamaica ved sommer-OL 2020
Jamaica deltog under Sommer-OL 2020 i Tokyo, som blev afviklet i perioden 23. juli til 8. august 2021.

## Medaljer
| 2020 Tokyo | Guld | Sølv | Bronze | Total |
| Jamaica    | 4    | 1    | 4      | 9     |

### Medaljevinderne
| Jamaica under sommer-OL 2020 i Tokyo | Jamaica under sommer-OL 2020 i Tokyo                                                                            | Jamaica under sommer-OL 2020 i Tokyo | Jamaica under sommer-OL 2020 i Tokyo | Jamaica under sommer-OL 2020 i Tokyo |
| Medalje                              | Navn | Sport                                | Event                                | Dato                                 |
| ------------------------------------ | --- | ------------------------------------ | ------------------------------------ | ------------------------------------ |
| Guld                                 | Elaine Thompson Herah                                                                                           | Atletik                              | Damernes 100 meter                   | 31. juli                             |
| Guld                                 | Elaine Thompson Herah                                                                                           | Atletik                              | Women's 200 metres                   | 3. august                            |
| Guld                                 | Hansle Parchment                                                                                                | Atletik                              | Men's 110 metres hurdles             | 5. august                            |
| Guld                                 | Remona Burchell Shelly-Ann Fraser-Pryce Shericka Jackson Natasha Morrison Elaine Thompson-Herah Briana Williams | Atletik                              | 4×100 meter stafetløb                | 6. august                            |
| Sølv                                 | Shelly-Ann Fraser-Pryce                                                                                         | Atletik                              | Damernes 100 meter                   | 31. juli                             |
| Bronze                               | Shericka Jackson                                                                                                | Atletik                              | Damernes 100 meter                   | 31. juli                             |
| Bronze                               | Megan Tapper | Atletik                              | Women's 100 metres hurdles           | 2. august                            |
| Bronze                               | Ronald Levy | Atletik                              | Men's 110 metres hurdles             | 5. august                            |
| Bronze                               | Junelle Bromfield Shericka Jackson Roneisha McGregor Janieve Russell Stacey-Ann Williams                        | Atletik                              | Women's 4 × 400 metres relay         | 7. august                            |